# Lasse Svan Hansen
Lasse Svan Hansen (ur. 31 sierpnia 1983 r. w Faxe) – duński piłkarz ręczny, reprezentant kraju, grający na pozycji prawoskrzydłowego. Od 2008 roku jest zawodnikiem SG Flensburg-Handewitt.
Uczestniczył na trzech igrzyskach olimpijskich (Londyn 2012, Rio de Janeiro 2016, Tokio 2020), na których zdobył dwa medale – złoty i srebrny.

## Sukcesy

### Reprezentacyjne
Igrzyska olimpijskie:
- Rio de Janeiro 2016
- Tokio 2020

Mistrzostwa świata:
- Niemcy/Dania 2019, Egipt 2021
- Szwecja 2011, Hiszpania 2013

Mistrzostwa Europy:
- Serbia 2012
- Dania 2014
- Słowacja/Węgry 2022

### Klubowe
Liga Mistrzów:
- 2013/2014

Puchar EHF:
- Półfinał: 2009/2010

Puchar Zdobywców Pucharów:
- 2011/2012

Mistrzostwa Danii:
- 2003/2004, 2006/2007
- 2005/2006, 2007/2008
- 2002/2003, 2004/2005

Puchar Danii:
- 2002/2003, 2004/2005
- 2006/2007, 2007/2008

Mistrzostwa Niemiec:
- 2017/2018
- 2011/2012, 2012/2013, 2015/2016, 2016/2017
- 2009/2010, 2013/2014, 2014/2015

Puchar Niemiec:
- 2014/2015
- 2010/2011, 2011/2012, 2012/2013, 2013/2014, 2015/2016, 2016/2017

Superpuchar Niemiec:
- 2013
- 2012, 2015, 2018

## Nagrody indywidualne
- Najlepszy prawoskrzydłowy Letnich Igrzysk Olimpijskich 2016